# Glade jul
Glade jul är ett julalbum från 1987 av den norska sångerskan Sissel Kyrkjebø.

## Låtlista
1. Glade jul
2. O helga natt
3. Nå tennes tusen julelys
4. Det hev ei rose sprunge
5. Det lyser i stille grender
6. Deilig er jorden
7. Julepotpurri (medley):
  1. Et barn er født i Betlehem
  2. Her kommer dine arme små
  3. Det kimer nå til julefest
  4. Jeg synger julekvad
8. Mary's Boy Child
9. Jeg er så glad hver julekveld
10. Den store stjerna
11. Mitt hjerte alltid vanker

- "Mitt hjerte alltid vanker" fanns inte med på originalutgåvan 1987, utan på återutgåvan av PolyGram 1995.

## Listplaceringar
| Lista (1987-1988) | Topplacering |
| ----------------- | ------------ |
| Norge             | 1            |

### Fotnoter
1. ↑  ”Glade jul”. Norwegiancharts. 26 februari 1987. http://norwegiancharts.com/showitem.asp?interpret=Sissel+Kyrkjeb%F8&titel=Glade+jul&cat=a. Läst 18 november 2014.